# Sonnet 12
Sonnet 12 o When I do count the clock that tells the time è il dodicesimo dei Sonnets di William Shakespeare.
When I do count the clock that tells the time,

And see the brave day sunk in hideous night;

When I behold the violet past prime,

And sable curls, all silvered o'er with white;

When lofty trees I see barren of leaves,

Which erst from heat did canopy the herd,

And summer's green all girded up in sheaves,

Borne on the bier with white and bristly beard,

Then of thy beauty do I question make,

That thou among the wastes of time must go,

Since sweets and beauties do themselves forsake

And die as fast as they see others grow;

    And nothing 'gainst Time's scythe can make defence

    Save breed, to brave him when he takes thee hence.

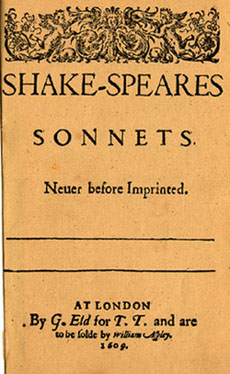
Sonetti

## Analisi del testo
Il sonetto si divide in tre parti: le due quartine iniziali contengono delle considerazioni generali; la terza quartina scende nel particolare; il distico finale chiude il componimento con una considerazione dignitosa.

### Versi 1-8
La prima quartina si apre con l'immagine del tempo con clock (orologio) e time (ora), svelando subito il tema del sonetto, attraverso il gioco di suoni del primo verso, riproducente il ticchettio di un orologio, tramite l'insistito e allitterato uso del suono t. Inoltre, il fatto che Shakespeare nomini l'orologio consente di rilevare una delle poche individuazioni storiche presenti nei Sonnets (la diffusione degli strumenti meccanici per contare il tempo prendeva piede proprio nel secondo Cinquecento).
I versi 2-8 contengono sguardi su elementi naturali (gli alberi spogliati dell'autunno) e umani (i capelli neri ingrigiti dalla vecchiaia) che alludono a un generale destino di morte di tutte le cose, così per il ciclo naturale come per la vita umana, senza possibilità alcuna di riscatto.

### Versi 9-12
La terza quartina, scendendo nello specifico, si rivolge a un "tu" (thy, thou), quel tu che nel Sonnet 1 è presentato al lettore come tender churl (tenero avaro), la cui avarizia porta alla morte della bellezza, causa la mancanza di prole: qui il medesimo tema è richiamato attraverso le immagini insistite dell'incoercibilità della morte, a cui l'intero cosmo è irrimediabilmente votato.

### Versi 13-14
Il distico si pone come sententia: da tutto ciò che è stato visto e detto sopra il poeta evince che nulla dalla falce del Tempo può salvare se non prole a sfidarlo, proprio nel momento in cui è la morte ad avere il sopravvento sul tu (takes thee hence).
Il distico finale, dunque, riassume la tesi della caducità e fugacità del tutto, lasciando però la consueta speranza nella procreazione, che quel "tu" (il fair youth) si ostina a negare al mondo.